# Félix Loarca Guzmán
Félix Loarca Guzmán (Guatemala 12 de marzo de 1944 - 17 de febrero de 2020) fue un periodista, sociólogo y analista político-económico-social guatemalteco. 
Sociólogo egresado de la Universidad de Costa Rica en 1979, de la Licenciatura Centroamericana en Sociología a Nivel de Postgrado del CSUCA. También egresado del Centro de Estudios Superiores de Periodismo para América Latina, CIESPAL, con sede en Quito, Ecuador. En 2007 alcanzó el grado académico de Magíster en Derechos Humanos en la Universidad Rafael Landívar de Guatemala.
Ha sido profesor de Ciencias Sociales en distintas universidades (San Carlos y Rafael Landívar en la ciudad de 
Guatemala y Universidad de Costa Rica). 
Cuenta con una trayectoria de más de 40 años ejerciendo periodismo. Fue columnista del vespertino Diario La Hora. Como periodista estuvo a cargo de diversos radioperiódicos: Emisoras Unidas y El Independiente, entre otros. También fue Jefe de Información del ya desaparecido Diario El Gráfico, propiedad de Jorge Carpio Nicolle (24 de octubre de 1932 – 3 de julio de 1993, candidato presidencial asesinado). Durante el mandato del presidente constitucional de la República de Guatemala, Ramiro De León Carpio, fungió como Secretario de Información del gobierno (1993-1994).
Entre sus entrevistas destaca la realizada al dictador nicaragüense Anastasio Somoza Debayle. Fue transmitida en directo por la radio Emisoras Unidas. Estaba previsto que duraría 5 minutos, pero se extendió a una hora y fue la última realizada antes de que Somoza tuviera que huir de Nicaragua. El trabajo de Loarca fue publicado fielmente en el diario Prensa Libre. También entrevistó al Premio Nobel de Literatura 1967 Miguel Ángel Asturias cuando éste desempeñaba el cargo de embajador de Guatemala en Francia.

## Publicaciones
- Guatemala: Assembly urged to tackle problem of disappearances. (1984)[2]
- Guatemala: presidential polls, human rights dominate political scene (1984)[3]
- Asesinato de una esperanza. La muerte de Manuel Colom Argueta y sus repercusiones políticas. (2009) Editorial Centro de Estudios Urbanos y Regionales.[4]